# Региональная администрация кри

Автономная область кри на карте Квебека

Региона́льная администра́ция кри (также автономная область кри; фр. Administration régionale crie; кри: Eeyou Tapayatachesoo; Iyyu-Isci) — один из трёх районов региона Север Квебека, провинция Квебек, Канада. Территориальная автономия предоставлена в 2007 году. До этого кри имели лишь совет старейшин (с 1978 года). Состоит из 4 эксклавов, окружённых территорией района Жамези, и 5 полуэксклавов, выходящих к берегам заливов Джеймса и Гудзона (1 из них окружён территорией автономным районом Нунавик). Население: 16,357 чел., официальные языки — кри (родной для 99 % населения), французский и английский. Столица — Немаска, представительства в гг. Монреаль и Оттава.

## Великие вожди
- Билли Даймонд, 1974—1984
- Мэтью Мукаш, 2005—2009
- Мэтью Кун Коум, 2009 — по настоящее время